# Tomoxia serricornis
Tomoxia serricornis es una especie de coleóptero de la familia Mordellidae.

## Distribución geográfica
Habita en Tobago.